# Acanthodasys caribbeanensis
Acanthodasys caribbeanensis is een buikharige uit de familie van de Thaumastodermatidae. De wetenschappelijke naam van de soort werd voor het eerst geldig gepubliceerd in 2010 door Hochberg en Atherton.

## Voorkomen
De soort komt voor in Belize en Panama